# Râul Gard
Râul Gard este un curs de apă, afluent al râului Jijia. 